# Sanremo-Festival 1992
Die 42. Ausgabe des Festival della Canzone Italiana di Sanremo fand 1992 vom 26. bis zum 29. Februar im Teatro Ariston in Sanremo statt und wurde von Pippo Baudo mit Alba Parietti, Brigitte Nielsen und Milly Carlucci moderiert.

## Ablauf

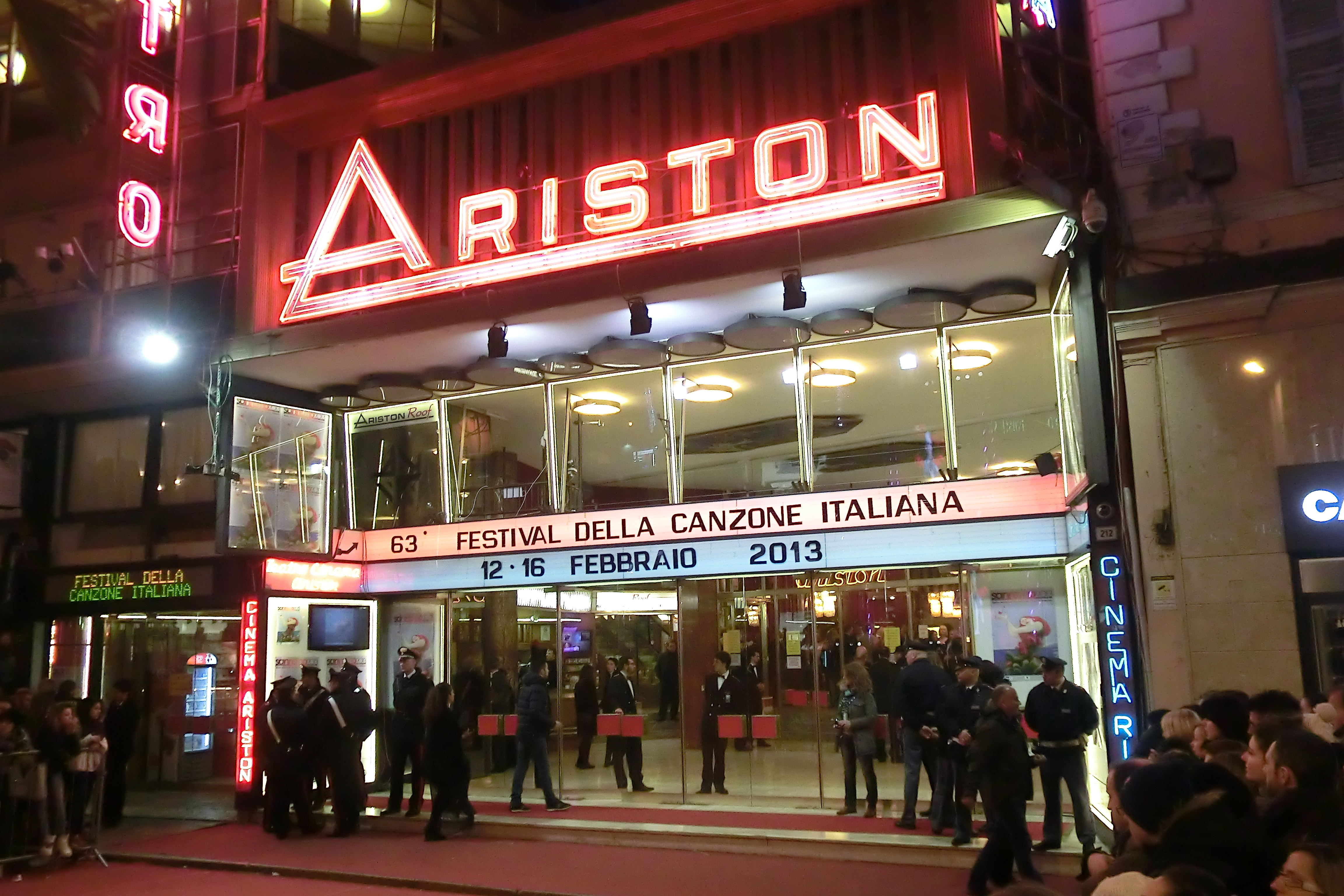
Das Ariston-Theater, Veranstaltungsort des Sanremo-Festivals

Zum ersten Mal übernahm in diesem Jahr der öffentlich-rechtliche Rundfunk Rai selbst die Organisation des Festivals, wobei die Ausführung an Adriano Aragozzini (OAI) und Carlo Bixio und Marco Ravera (Publispei) delegiert wurde. Sowohl die endgültige Liste der Teilnehmer als auch der Moderatoren wurden erst im letzten Moment bekannt gegeben. Nach fünf Jahren kehrte Pippo Baudo als Moderator nach Sanremo zurück, an seiner Seite traten Milly Carlucci, Alba Parietti und Brigitte Nielsen in Erscheinung. Bei der zusätzlichen Talkshow Dopofestival moderierte Baudo zusammen mit Sandro Ciotti, Vincenzo Mollica, Luciano De Crescenzo und Gianni Ippoliti.
Die Regeln des Wettbewerbs wurden grundlegend geändert: Nicht mehr alle 24 Beiträge der Hauptkategorie gelangten automatisch ins Finale, vielmehr schieden an den ersten drei Abenden jeweils drei aus. Dabei erwischte es auch große Namen, wie Ricchi e Poveri, Mino Reitano oder Giorgio Faletti und Orietta Berti. In der Newcomer-Kategorie gelangten neun von 18 Beiträgen ins Finale. Als Favoritin galt in diesem Jahr Mia Martini, die dreimalige Gewinnerin des Kritikerpreises, mit dem Lied Gli uomini non cambiano. Die internationalen Gäste waren in diesem Jahr MC Hammer, Natalie Cole und Annie Lennox.
Unter den Newcomern stieß das Duett von Aleandro Baldi und Francesca Alotta, Non amarmi, auf besonderen Zuspruch und konnte im kleinen Finale auch den Sieg davontragen. Im Finale der Hauptkategorie konnte sich letzten Endes Luca Barbarossa mit Portami a ballare durchsetzen; der römische Sänger hatte bereits zum fünften Mal am Festival teilgenommen. Damit verwies er Mia Martini auf den zweiten Platz, gefolgt von Paolo Vallesi mit La forza della vita. Die Kritikerpreise gingen an die Gruppen Nuova Compagnia di Canto Popolare bzw. Aeroplanitaliani (Newcomer), die es im Wettbewerb beide nicht ins Finale geschafft hatten.

## Teilnehmende Beiträge

### Campioni
- Sieger
- In der Vorrunde ausgeschieden

| Platzierung                       | Interpret                                | Lied                                                               | Autoren                                                                         | Stimmen |
| --------------------------------- | ---------------------------------------- | ------------------------------------------------------------------ | ------------------------------------------------------------------------------- | ------- |
| 1                                 | Luca Barbarossa                          | Portami a ballare                                                  | Luca Barbarossa                                                                 | 7.865   |
| 2                                 | Mia Martini                              | Gli uomini non cambiano                                            | Beppe Dati, Marco Falagiani, Giancarlo Bigazzi                                  | 7.247   |
| 3                                 | Paolo Vallesi                            | La forza della vita                                                | Beppe Dati, Paolo Vallesi                                                       | 7.067   |
| 4                                 | Pierangelo Bertoli                       | Italia d’oro                                                       | Pierangelo Bertoli, Marco Negri                                                 | 7.036   |
| 5                                 | Massimo Ranieri                          | Ti penso                                                           | Fabrizio Berlincioni, Silvio Amato                                              | 6.745   |
| 6                                 | Matia Bazar                              | Piccoli giganti                                                    | Aldo Stellita, Sergio Cossu, Carlo Marrale, Laura Valente                       | 6.731   |
| 7                                 | Flavia Fortunato und Franco Fasano       | Per niente al mondo                                                | Franco Fasano, Fabrizio Berlincioni                                             | 6.682   |
| 8                                 | Tazenda                                  | Pitzinnos in sa gherra                                             | Luigi Marielli, Fabrizio De André                                               | 6.474   |
| 9                                 | Fausto Leali                             | Perché                                                             | Aleandro Baldi, Giancarlo Bigazzi                                               | 6.445   |
| 10                                | Riccardo Fogli                           | In una notte così                                                  | Guido Morra, Maurizio Fabrizio                                                  | 6.427   |
| 11                                | Michele Zarrillo                         | Strade di Roma                                                     | Vincenzo Incenzo, Michele Zarrillo, Antonello Venditti                          | 6.028   |
| 12                                | Mariella Nava                            | Mendicante                                                         | Maria Giuliana Nava                                                             | 5.934   |
| 13                                | Drupi                                    | Un uomo in più                                                     | Depsa, Franco Fasano                                                            | 5.849   |
| 14                                | Peppino di Capri und Pietra Montecorvino | Favola blues                                                       | Fabrizio Berlincioni, Mimmo Di Francia, Giuseppe Faiella                        | 5.691   |
| 15                                | New Trolls                               | Quelli come noi                                                    | D. Gori, Nico Di Palo, Gianni Belleno, Vittorio De Scalzi, Fabrizio Berlincioni | 5.269   |
|                                   | Ricchi e Poveri                          | Così lontani                                                       | Toto Cutugno                                                                    |         |
| Scialpi                           | È una nanna                              | Scialpi                                                            |                                                                                 |         |
| Lina Sastri                       | Femmene ’e mare                          | Rino Giglio, Rodolfo Fiorillo                                      |                                                                                 |         |
| Paolo Mengoli                     | Io ti darò                               | Graziano Alberghini, Paolo Mengoli, Giancarlo Trombetti            |                                                                                 |         |
| Enzo Ghinazzi                     | La mia preghiera                         | Pupo                                                               |                                                                                 |         |
| Mino Reitano                      | Ma ti sei chiesto mai                    | Franco Reitano, Mino Reitano, Patrizia Vernola, Giuseppe Andreetto |                                                                                 |         |
| Nuova Compagnia di Canto Popolare | Pe’ dispietto                            | Corrado Sfogli, Paolo Raffone, Carlo Faiello                       |                                                                                 |         |
| Giorgio Faletti und Orietta Berti | Rumba di tango                           | Giorgio Faletti                                                    |                                                                                 |         |
| Formula 3                         | Un frammento rosa                        | Massimo Luca, Loredana Bevini                                      |                                                                                 |         |

### Novità
- Sieger
- In der Vorrunde ausgeschieden

| Platzierung        | Interpret                           | Lied                                                  | Autoren                                            | Stimmen |
| ------------------ | ----------------------------------- | ----------------------------------------------------- | -------------------------------------------------- | ------- |
| 1                  | Aleandro Baldi und Francesca Alotta | Non amarmi                                            | Aleandro Baldi, Giancarlo Bigazzi, Marco Falagiani | 8.808   |
| 2                  | Irene Fargo                         | Come una Turandot                                     | Enzo Miceli, Gaetano Lorefice                      | 7.256   |
| 3                  | Alessandro Bono und Andrea Mingardi | Con un amico vicino                                   | Claudio Mattone                                    | 7.001   |
| 4                  | Lorenzo Zecchino                    | Che ne sai della notte                                | Lorenzo Zecchino                                   | 6.840   |
| 5                  | Patrizia Bulgari                    | Amica di scuola                                       | Gianni Ciarella, Manuel De Peppe                   | 6.745   |
| 6                  | Alessandro Canino                   | Brutta                                                | Beppe Dati, Bruno Zucchetti                        | 6.699   |
| 7                  | Rita Forte                          | Non è colpa di nessuno                                | Comas, Antonio Bella, Arturo Zitelli               | 6.432   |
| 8                  | Massimo Modugno                     | Uomo allo specchio                                    | Franco Migliacci, Francesco Palazzolo              | 6.226   |
| 9                  | Statuto                             | Abbiamo vinto il Festival di Sanremo                  | Oscar Giammarinaro                                 | 5.238   |
|                    | Tosca                               | Cosa farà Dio di me                                   | Andrea De Angelis, Laurex                          |         |
| Bracco Di Graci    | Datemi per favore                   | Domenico Di Graci                                     |                                                    |         |
| Aida Satta Flores  | Io scappo via                       | Aida Satta Flores                                     |                                                    |         |
| Gatto Panceri      | L’amore va oltre                    | Luigi Giovanni Maria Panceri                          |                                                    |         |
| Stefano Polo       | Piccola Africa                      | Cheope, Maurizio Piccoli, Roberto Pacco               |                                                    |         |
| Andrea Monteforte  | Principessa scalza                  | Andrea Monteforte, Gino Paoli                         |                                                    |         |
| Tomato             | Sai cosa sento per te               | Giorgio Vanni, Claudio D’Onofrio, Paolo Costa         |                                                    |         |
| Giampaolo Bertuzzi | Un altro mondo nell’universo        | Simona Zanini, Marco Tansini                          |                                                    |         |
| Aeroplanitaliani   | Zitti zitti (Il silenzio è d’oro)   | Alessio Bertallot, Roberto Vernetti, Francesco Nemola |                                                    |         |

## Erfolge
Kein Lied aus dem Festival 1992 konnte die Spitze der italienischen Singlecharts erreichen. Insgesamt stiegen 14 Festivalbeiträge in die Top 25 der Singlecharts ein, davon je die Hälfte aus Newcomer- bzw. Hauptkategorie. Am erfolgreichsten war der Siegertitel der Newcomer-Kategorie, Non amarmi, der einige Jahre später auch erfolgreich von Jennifer Lopez und Marc Anthony gecovert wurde.
Auf Platz eins der Charts schaffte es nach dem Festival hingegen Annie Lennox.
Die Zweitplatzierte Mia Martini vertrat im Anschluss Italien beim Eurovision Song Contest 1992 mit dem Lied Rapsodia und erreichte den vierten Platz.

| Jahr                                         | Titel Interpret                                       | Höchstplatzierung, Gesamtwochen, AuszeichnungChartsChartplatzierungen (Jahr, Titel, Interpret, Platzierungen, Wochen, Auszeichnungen, Anmerkungen) | Anmerkungen              |
| Jahr                                         | Titel Interpret                                       | IT | Anmerkungen              |
| -------------------------------------------- | ----------------------------------------------------- | --- | ------------------------ |
| 1992                                         | Non amarmi Aleandro Baldi & Francesca Alotta          | IT2 (19 Wo.)IT | Platz 1 (Newcomer)       |
| 1992                                         | La forza della vita Paolo Vallesi                     | IT4 (17 Wo.)IT | Platz 3                  |
| 1992                                         | Portami a ballare Luca Barbarossa                     | IT4 (9 Wo.)IT | Platz 1                  |
| 1992                                         | Gli uomini non cambiano Mia Martini                   | IT12 (1 Wo.)IT | Platz 2                  |
| 1992                                         | Italia d’oro Pierangelo Bertoli                       | IT13 (8 Wo.)IT | Platz 4                  |
| 1992                                         | Con un amico vicino Alessandro Bono & Andrea Mingardi | IT13 (7 Wo.)IT | Platz 3 (Newcomer)       |
| 1992                                         | Zitti zitti (Il silenzio è d’oro) Aeroplanitaliani    | IT13 (7 Wo.)IT | Ausgeschieden (Newcomer) |
| 1992                                         | Brutta Alessandro Canino                              | IT13 (6 Wo.)IT | Platz 6 (Newcomer)       |
| 1992                                         | Abbiamo vinto il festival di Sanremo Statuto          | IT13 (6 Wo.)IT | Platz 9 (Newcomer)       |
| 1992                                         | Come una Turandot Irene Fargo                         | IT15 (5 Wo.)IT | Platz 2 (Newcomer)       |
| 1992                                         | Così lontani Ricchi e Poveri                          | IT17 (3 Wo.)IT | Ausgeschieden            |
| 1992                                         | In una notte così Riccardo Fogli                      | IT18 (4 Wo.)IT | Platz 10                 |
| 1992                                         | Ti penso Massimo Ranieri                              | IT21 (2 Wo.)IT | Platz 5                  |
| 1992                                         | Amica di scuola Patrizia Bulgari                      | IT24 (1 Wo.)IT | Platz 5 (Newcomer)       |
| Weitere Charterfolge aus dem Festivalumfeld: |                                                       | |                          |
|                                              |                                                       | |                          |
| 1992                                         | Why Annie Lennox                                      | IT1 (26 Wo.)IT | Gastbeitrag              |

## Belege
1. ↑  Eddy Anselmi: Il Festival di Sanremo: 70 anni di storie, canzoni, cantanti e serate. DeAgostini, Mailand, ISBN 978-88-511-7661-7, S. 342.
2. ↑  Guido Racca: M&D Borsa Singoli 1960-2019. Selbstverlag, 2019, ISBN 978-1-09-326490-6.